# 拉涅維奇
49°20′43″N 23°33′23″E / 49.34528°N 23.55639°E
拉內維奇（烏克蘭語：Ране́вичі），是烏克蘭的村落，位於該國西部利沃夫州，由德羅霍貝奇區負責管轄，始建於1495年，面積9.16平方公里，人口1,593，人口密度每平方公里184.76人。